# Parc Jing'an

Jing'an Parc (chinois : 静安公园 ; pinyin : Jīng'ān Gōngyuán) est un parc situé dans la section ouest de la rue de Nankin, juste en face du Temple de Jing'an à Shanghai, en Chine. Il occupe l'emplacement de l'ancien cimetière Bubbling Well Road.

## Emplacement
Le parc est situé au croisement de la rue de Nankin et de Changshu Road, il s'étend au sud de la station de métro du temple de Jing'an.

## Cimetière "Bubbling Well"

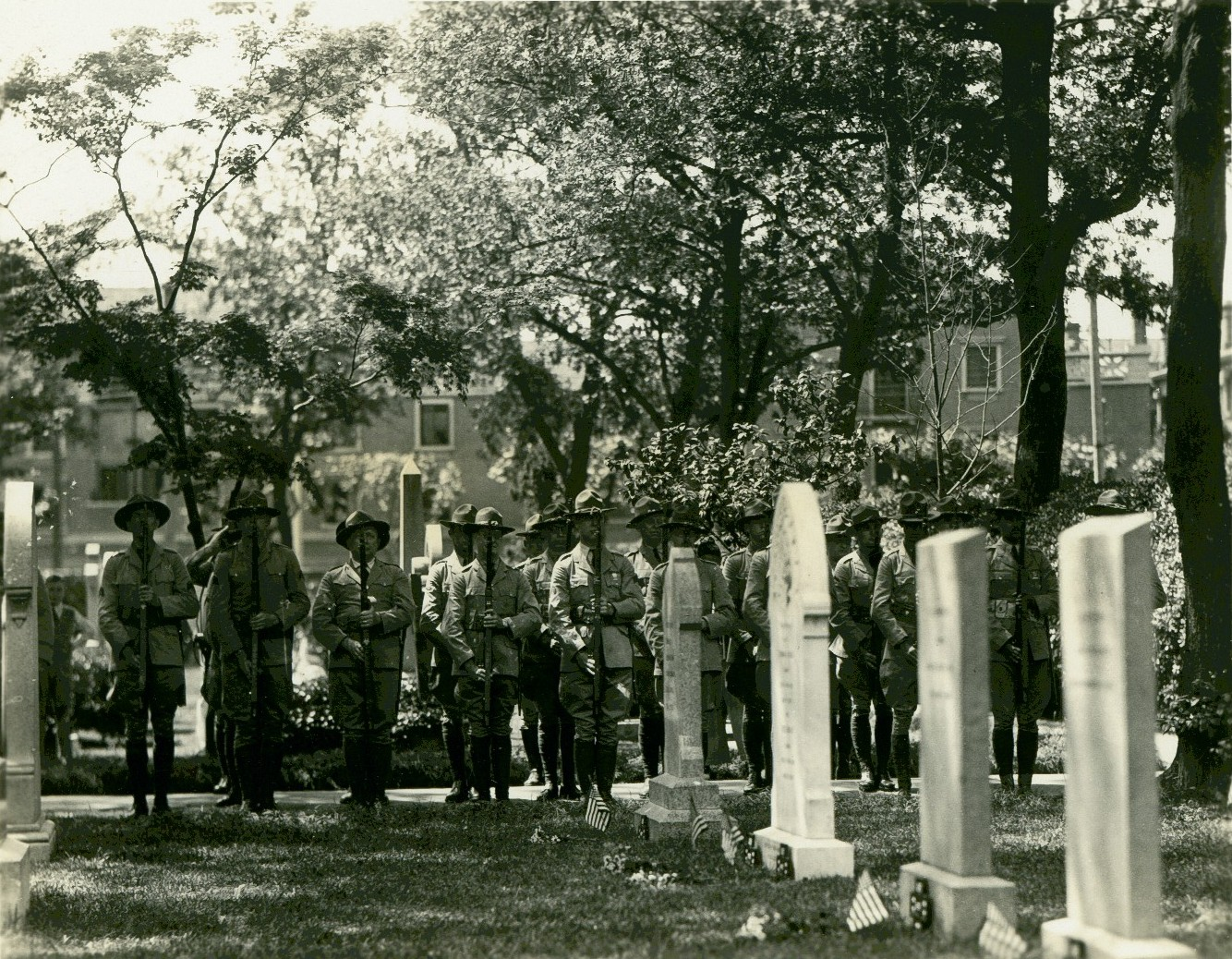
La Société Américaine du corps des volontaires de Shanghai présente les armes pendant le Memorial Day au cimetière Bubbling Wells.

Ce qui constitue aujourd'hui la partie ouest de la rue de Nankin était à l'origine appelé Bubbling Well Road. Le cimetière Bubbling Well Road a été ouvert en 1898 et a été fermé en 1951. Au cours de l'hiver 1953-54, l'espace a été réaménagé en parc. Il y avait environ 5 500 sépultures et environ 1 350 crémations dans le cimetière. Il y avait 43 tombes de marins britanniques et 13 de soldats britanniques. Lors du processus de retrait des dépouilles des soldats de l'armée britannique, les autorités chinoises ont délibérément effacé tous les détails autres que des noms . L'allée de platanes du parc de Jing'an est un des restes de l'ancien cimetière.
Les personnes suivantes ont été inhumées ou incinérées dans le cimetière :
- Edward Bamford
- Nicholas John Hannen, juge en chef de la Cour Suprême Britannique pour la Chine et la Corée (crémation)
- Cecil Holliday, ancien président du conseil municipal de Shanghai
- John Prentice, ancien président du conseil municipal de Shanghai
- Hiram Parkes Wilkinson, avocat de la couronne de la Cour Suprême Britannique pour la Chine.